# Дупликатор
Цифровой дупликатор — печатная машина, использующая метод трафаретной печати. Иногда именуется «ризограф», по названию компании Riso, специализирующейся на производстве данных аппаратов и ставшей одной из первых на советском рынке. Первый дупликатор был создан компанией Riso в 1980 году в Японии.

## Применение
Дупликатор используется в полиграфии для печати небольших тиражей бумажной продукции. По производительности сравним со средними офсетными машинами, а по себестоимости оттиска, при тиражах более 100 одинаковых экземпляров, дешевле копий, сделанных на электрографических копировальных аппаратах. Обычно, без потери качества, гарантируется около 2000—3000 отпечатков с одной мастер-плёнки. На практике, при хорошо отрегулированном аппарате достижимы и тиражи порядка 10 000.

## Ризография (метод печати)
Ризография является одной из разновидностей трафаретной печати, относящейся к способам оперативной полиграфии.
Ризография — печать с использованием печатной формы, изготовленной проплавлением термоголовкой микроотверстий в полимерном слое формного материала (мастер-плёнке) для образования печатающих элементов. Ризографию используют для оперативного размножения на бумаге одноцветного или многоцветного изображения (полноцветная печать невозможна). Этот способ экономически эффективен при печати продукции небольшими тиражами (от 20 до 1000 экз.). При сильном увеличении можно увидеть, что штрихи на оттиске состоят из точек и напоминают пунктирные линии. В качестве оригиналов могут быть использованы бумажные документы или файлы. Ризограф допускает использование как белой, так и цветной бумаги, преимущественно используется офсетная бумага без покрытия плотностью 80 или 160 г. Использование мелованной бумаги не рекомендовано.
Печать на ризографе производится с разрешением до 600 dpi.
Копируемый оригинал помещается во встроенный сканер дупликатора. Внутри аппарата автоматически перед печатью создаётся форма посредством прожигания термоголовкой отверстий в мастер-плёнке (обычно из полимерного материала). Форма автоматически натягивается на печатающий цилиндр (барабан). Изнутри барабана поступает краска, которая пропитывает внутренний слой мастер-плёнки и через отверстия в форме наносится на бумагу.
Возможна печать в режиме принтера при помощи интерфейса, обрабатывающего задание, отправленное с компьютера.
В настоящее время лидерами рынка дупликаторов выпускаются модели, оснащенные двумя барабанами, позволяющие за один проход печатать в два цвета с высокой точностью совмещения.

## Расходные материалы для печати
- Краска представляет собой водно-масляную эмульсию с добавлением красителя. Обычно производители предлагают стандартно небольшой набор цветов, однако при необходимости можно заказать специальный цвет (обычно Pantone).
- Мастер-плёнка — плёнка, на которой прожжены отверстия в зеркальном отображении в соответствии с копируемым изображением.
- Бумага. Должна быть немелованной, в противном случае краска не впитается в поверхность и не высохнет.

При необходимости печати цветом, отличным от основного (или печати несколькими цветами), используется дополнительный барабан. Использование одного барабана для печати разными цветами крайне неэффективно — большой объём работы по промывке и продолжительный простой оборудования делают данную процедуру экономически невыгодной.
В ризографах используются соевые чернила, изготовленные из растительного соевого масла. Одним из недостатков этого печатного носителя с чернилами на основе сои является то, что бумага должна быть непокрытой (немелованной), чтобы чернила могли высохнуть и впитаться в бумагу.

## Основные производители
- Riso
- Ricoh
- Duplo

## Сегментация
- Сегмент 1 — печать на бумаге размером до А4 (210×297 мм)
- Сегмент 2 — печать на бумаге размером до B4 (250×353 мм)
- Сегмент 3 — печать на бумаге размером до A3 (297×420 мм)
- Сегмент 4 (только RISO) — печать на бумаге размером до А2+ (624×432 мм)

## Основные потребители
Потребителям данного продукта важна возможность оперативно и недорого распечатывать тиражи от нескольких десятков до нескольких тысяч экземпляров. Традиционные потребители дупликаторов:
- Образовательные учреждения
- Государственные учреждения
- Религиозные организации
- Организации, предоставляющие профессиональные услуги печати (для объёмов, когда офсетную машину использовать нецелесообразно)
- Множительные подразделения на крупных предприятиях

## Преимущества цифрового дупликатора
- Высокая скорость печати 60-130 (до 185 у RISO) копий в минуту
- Низкая стоимость отпечатка при больших тиражах по сравнению с электрографическим копировальным аппаратом. Экономически оправдано печатать на дупликаторе тиражи от нескольких десятков копий до единиц и десятков тысяч[1].
- Возможность печати на бумаге плотностью от 45 до 210 г/м² (в сериях RZ и EZ от Riso, при наличии специального блока подачи бумаг — до 400 г/м²), а также на конвертах, немелованной самоклеящейся бумаге, на самокопирующейся бумаге.